# Presente simple
En inglés, el presente simple (en inglés, simple present o present simple) —también denominado presente indefinido— es el tiempo verbal presente (de aspecto no perfecto).
Es uno de los tiempos verbales del presente utilizados en inglés, además del presente progresivo, el presente perfecto y el presente perfecto progresivo. Se le llama "simple" porque su forma base consta de una sola palabra (por ejemplo, write o writes), a diferencia de otros tiempos presentes (por ejemplo, is writing [presente progresivo], o has written [presente perfecto]). Se utiliza para hablar de cosas, hábitos diarios o actividades que suelen hacerse todos los días y no siempre son verdad.
El presente simple es el primer tiempo verbal que se enseña en las clases de inglés, normalmente en la conjugación del verbo to be (ser o estar) y el verbo to have (tener o haber), temáticas que constituyen las bases para empezar a crear frases enteras en inglés.

## Uso correcto
Expresa afirmaciones o «verdades»  o permanencia (Her parents live in Madrid — Sus padres viven en Madrid); hábitos o rutinas en la vida cotidiana (I get up late on Sundays — Me levanto tarde los domingos o I eat a lot of fruit — Yo como mucha fruta).
También se utiliza para hablar de eventos futuros y al igual que en el español, en aquellos que estén sujetos a un horario: The train leaves at nine — El tren sale a las nueve.
Ejemplos:
- Afirmativo: I speak English and French — Yo hablo inglés y francés; She speaks English and French — Ella habla inglés y francés.
- Negativo: I don't (do not) smoke — Yo no fumo; He doesn't (does not) smoke — Él no fuma.
- Interrogativo: Do you speak Spanish? — ¿Hablas español?; Does she speak Spanish? — ¿Ella habla español?.

### Observaciones
Hay tres aspectos importantes que deben tenerse en cuenta a la hora de utilizar el presente simple o ( present simple):
1. En la tercera persona del singular debe añadirse una s al verbo principal. She talks a lot with her friends  — Ella habla mucho con sus amigos.
2. En oraciones negativas y en preguntas debe usarse el verbo auxiliar do:[4] I don't live in Madrid — Yo no vivo en Madrid; Do you speak Spanish? — ¿Hablas español?
3. El auxiliar do toma la forma does para la tercera persona del singular:[5] She doesn't speak French — Ella no habla francés; Does he live in Madrid? — ¿Él vive en Madrid?

## Grafías
Hay varias reglas aplicables a la grafía de la tercera persona del singular:
Debe añadirse la terminación -s o -es, según la terminación del infinitivo:
1. Se agrega s con verbos cuyo infinitivo termina en b, d, e, f, g, k, l, m, n, p, r, t, o w' (con algunas excepciones):
She likes the orange juice — A ella le gusta el jugo de naranja. It looks easy. — Parece fácil. He lives in New York — Él vive en Nueva York. It gets more difficult. — Se pone más difícil.
2. Se agrega es con verbos cuyo infinitivo termina en –ss, -zz, -sh, -ch, –x, -o (pero no –oo):
kiss — kisses, miss — misses, buzz — buzzes, wash — washes, watch — watches, catch — catches, box — boxes, do — does, go — goes, etc., pero NO en casos como boo — boos, moo — moos;
3. Con verbos cuyo infinitivo termina en consonante más y se convierte esta letra en i y se añade es:
carry — carries, marry — marries; fly — flies, cry — cries, try — tries;
4. Con verbos cuyo infinitivo termina en vocal/diptongo más y no se convierte la y en i y simplemente se añade s: 
play — plays, enjoy — enjoys.

Hay algunos verbos con forma irregular, siendo el más conocido el verbo to be, el cual tiene las formas am (primera persona del singular), is (tercera persona del singular) y are (los plurales y la segunda persona del singular). Otro ejemplo es el verbo to have, en el cual las letras ve se omiten antes de agregar s para su forma en tercera persona del singular  (have – has).

## Ejemplos de conjugación

### Afirmativo
| I           | like  | cheese. — Me gusta el queso.  |
| You         | like  | cheese. — Te gusta el queso.  |
| He/She/(It) | likes | cheese. — Le gusta el queso.  |
| We          | like  | cheese. — Nos gusta el queso. |
| They        | like  | cheese. — Les gusta el queso. |

### Negativo
| I           | don't like   | cheese. — No me gusta el queso.  |
| You         | don't like   | cheese. — No le gusta el queso.  |
| He/She/(It) | doesn't like | cheese. — No le gusta el queso.  |
| We          | don't like   | cheese. — No nos gusta el queso. |
| They        | don't like   | cheese. — No les gusta el queso. |

## Uso con los adverbios de frecuencia
Los adverbios de frecuencia se utilizan con el presente simple para dar un sentido de periodicidad a las acciones que se realizan habitualmente. 
Los adverbios de frecuencia son:
|Always|| (siempre)
|Usually|| (habitualmente)
|Often|| (a menudo)
|Sometimes|| (a veces)
|Seldom/Rarely|| (rara vez)
|--
|Never|| (nunca)
El adverbio de frecuencia siempre debe de ir entre el sujeto y el verbo:
- John never eats pizza. — John nunca come pizza.
- Sara always watches TV in her room. — Sara siempre ve la televisión en su habitación.
- They sometimes do exercise in the park. — A veces hacen ejercicio en el parque.

Cuando se usa el verbo to be (ser/estar) se coloca primero el verbo y después el adverbio:
- I am always hungry! — ¡Siempre tengo hambre!
- He is usually late for school. — Suele llegar tarde a la escuela.